# Roberto Freire (psiquiatra)

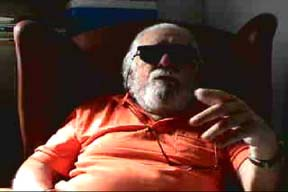
Roberto Freire.

Roberto Freire (São Paulo, 18 de enero de 1927 - 23 de mayo de 2008) fue un médico psiquiatra y escritor brasileño, conocido por ser el creador de una nueva y heterodoxa técnica terapéutica denominada Soma (somaterapia), que convierte la capoeira en una biodanza, y la junta a la doctrina anarquista, la psicología de Wilhelm Reich, la terapia Gestalt, y la filosofía vitalista-sexual del Tesao de Freire.
Entre sus obras literarias más importantes figuran las novelas: Cléo e Daniel (historia que fue llevada al cine, con Myriam Muniz, Sônia Braga y John Herbert, entre otros), Sem entrada e sem mais nada, Coiote, y los ensayos Utopia y Paixão, Sem Tesão Não Há Solução y Ame e dê Vexame. En televisión ha aparecido en algunos programas de televisión y escrito algunos capítulos para telenovelas. Se describía a sí mismo como "anarquista, escritor y terapeuta".